# Sarah Winchester
Sarah Lockwood Winchester, nacida Pardee (New Haven, 1 de septiembre de 1839-San José, 5 de septiembre de 1922) fue una empresaria, filántropa y arquitecta aficionada, copropietaria de la Winchester Repeating Arms Company, empresa que heredó tras la muerte de su esposo William Wirt Winchester. El montante de su herencia ascendía a 20 millones de dólares de la época, así como un 50% de la empresa, lo que la convirtió en una de las mujeres más ricas del mundo en su momento. 
Sarah Winchester es conocida por la continua construcción de la Mansión Winchester, una peculiar construcción ubicada en San José, California. La construcción duró treinta y ocho años y en su diseño la propietaria aplicó sus conocimientos de arquitectura, disciplina en la que fue autodidacta.
Las leyendas populares, las cuales empezaron a circular durante su vida, sostenían que estaba convencida de que una maldición pesaba sobre ella y que sólo podría evitar sus efectos si reformaba continuamente su casa de California. Desde su muerte, la Winchester Mystery House se ha convertido en una popular atracción turística, siendo conocida por algunas de sus escaleras, las cuales no conducen a ninguna parte, así como por sus numerosos pasillos.

## Orígenes y matrimonio
Sarah nació alrededor de 1840 en New Haven, Connecticut, hija de Leonard Pardee y Sarah W. Burns. El 30 de septiembre de 1862, en New Haven, Sarah contrajo matrimonio con William Wirt Winchester, único hijo de Oliver Winchester, propietario de la Winchester Repeating Arms Company. Sarah dio a luz a una hija, Annie Pardee Winchester (15 de junio de 1866-25 de julio de 1866), no volviendo a tener más hijos. 
Tras la muerte de su suegro en 1880 y la de su esposo en marzo de 1881 a consecuencia de la tuberculosis, Sarah recibió una herencia valorada en 20 millones de dólares, además de aproximadamente el 50% de la propiedad de la compañía Winchester así como unos ingresos diarios de 1000 dólares de la época.
En 1888, Winchester adquirió 140 acres de terreno, la mayoría de lo que hoy en día es el centro de Los Altos, California, los cuales usó como rancho. Adquirió además una granja, actualmente conocida como Winchester-Merriman House, para su hermana y su cuñado.
En la década de 1920, Sarah era propietaria de una casa flotante en la bahía de San Francisco, en Burlingame, California, la cual pasó a ser conocida como Sarah's Ark (Arca de Sarah), afirmándose que se mantenía allí ante el temor de un segundo gran diluvio, como el experimentado por Noé y su familia en la Biblia, si bien en aquella época muchas personas de elevada posición social poseían casas flotantes o yates. El "Arca" resultó destruida en un incendio en 1929.

## Muerte
El 5 de septiembre de 1922, Sarah murió de una insuficiencia cardíaca mientras dormía. Se celebró un servicio religioso en Palo Alto, California, siendo sus restos sepultados en Alta Mesa Memorial Park hasta su traslado, junto con los restos de su hermana, a New Haven, Connecticut, donde fue enterrada junto a su esposo y su hija en el cementerio Evergreen. Sarah dejó un testamento dividido en trece partes, el cual fue firmado trece veces. Las pertenencias de la Winchester Mystery House fueron dejadas en herencia a su sobrina, quien se quedó con algunas de ellas, subastando el resto.
Tras la muerte de Sarah, su casa fue subastada, convirtiéndose en una atracción y recibiendo a sus primeros visitantes en febrero de 1923.